# Agalychnis litodryas
Az Agalychnis litodryas a kétéltűek (Amphibia) osztályának békák (Anura) rendjébe és a levelibéka-félék (Hylidae) családjába tartozó faj.

## Előfordulása
A faj egyedei Ecuadorban, Panamában és valószínűleg Kolumbiában élnek. Természetes élőhelye a trópusi vagy szubtrópusi síkvidéki erdők és folyók.